# Somers Town
Somers Town è un film del 2008 diretto da Shane Meadows. La pellicola è girata quasi totalmente in bianco e nero.

## Trama
Due adolescenti, entrambi nuovi arrivati a Londra, si incontrano e cominciano a frequentarsi. Marek è un immigrato polacco, Tomo è in fuga dalla solitudine dalle Midlands e in cerca di un posto dove stare.
Marek lo nasconde in camera sua, ma suo padre, un operaio separato e spesso ubriaco, li sorprende durante una festicciola a base di alcool improvvisata nell'intento di dimenticare Maria, la ragazza dei loro sogni appena partita per Parigi.